# 褐翅叉尾海燕
褐翅叉尾海燕（学名：Hydrobates tristrami）是一種屬於海燕科（Hydrobatidae）的海鳥。這種鳥的普通和科學名稱來自英國牧師亨利·貝克·崔斯特拉姆；此種鳥也被稱為煤煙海燕。褐翅叉尾海燕分佈於北太平洋，主要在熱帶海域。

## 特征
這種海燕擁有長而有角度的翅膀。這可能是海燕科中最大的成員，總長度24.5至27 cm（9.6至10.6英寸），翼展54至57 cm（21至22英寸），體重71至120 g（2.5至4.2 oz），平均體重86.2、92 g（3.04、3.25 oz）其羽毛呈全黑色，臀部稍微淡色，上翅有一條淡灰色的帶子。喙粗壯，因為這種鳥類以小型頭足類動物為食。

## 分布
此種鳥類為群居性海鳥，在西北夏威夷群島和日本南部的幾個小島嶼（包括小笠原群島和伊豆群島）繁殖。
通常在夜間出現在群落中，並在冬季繁殖。於海上生活時，此種鳥類生活於遠洋環境，主要食用魷魚和魚類。
褐翅叉尾海燕被認為近危。所有在夏威夷的繁殖群落都是保護區，但過去由於引入外來的老鼠到鳥島，該物種數量曾有所下降。
21世紀初，褐翅叉尾海燕包含在一項關於鳥類攝入塑料的研究中，該研究在法國護衛礁的特恩島進行。
該物種是以牧師亨利·貝克·崔斯特拉姆的名字命名的，他也收集自然歷史標本。

## 分類
Oceanodroma tristrami Salvin的模式標本（Cat.Bds.Brit.Mus., 25,1896, p.347）保存在利物浦博物館的世界博物館脊椎動物動物學收藏中，編號為NML-VZ T9781。該標本由Gunn中尉於1874年7月在日本仙台灣收集，並通過購買亨利·貝克·崔斯特拉姆的收藏成為利物浦博物館的收藏品。
這個物種以前屬於叉尾海燕屬
（Oceanodroma），後來該屬被合併到 海燕屬（Hydrobates）。

## 扩展阅读
- 維基物種上的相關：褐翅叉尾海燕